# Labena pucon
Labena pucon är en stekelart som beskrevs av Porter 2005. Labena pucon ingår i släktet Labena och familjen brokparasitsteklar. Inga underarter finns listade i Catalogue of Life.